# 沱州
沱州，渤海国的东平府所领五州之一。
沱州治所在今俄罗斯滨海边疆区兴凯湖西岸新尼科拉耶夫卡北之废墟。《辽史·地理志》作陀州。因近湄沱湖（今兴凯湖）得名。辽朝灭渤海，沱州被废除。